# Ursula Owusu
Ursula Owusu-Ekuful (sinh ngày 20 tháng 10 năm 1964) là một luật sư, nhà hoạt động vì quyền phụ nữ và một nghị sĩ người Ghana đại diện cho khu vực bầu cử của Ablekuma West. Năm 2016, bà là Bộ trưởng Bộ Truyền thông. Vào tháng 4 năm 2018, bà đã phải chịu một phản ứng dữ dội từ một phần của cộng đồng Ghana khi bà đã đăng tiêu đề để chia sẻ một bài đăng trên phương tiện truyền thông xã hội cho rằng người Hồi giáo Ghana không khoan dung. Vào thứ bảy, ngày 29 tháng 9 năm 2018, bà được các nhà lãnh đạo truyền thống và người dân Akem Asuom ở khu vực phía đông Ghana cài đặt làm Nkosuohemaa (Nữ hoàng phát triển). Việc trả góp diễn ra tại Cung điện Asuomhene Osabarima Ofosuhene Apenteng II.

## Tuổi thơ
Owusu-Ekuful sinh ngày 20 tháng 10 năm 1964. Bà đến từ Akim Oda ở khu vực phía đông Ghana.

## Giáo dục
Owusu-Ekuful học tại trường trung học Labone và tiếp tục đến trường trung học nữ Mfantisman để học lớp sáu. Bà tiếp tục học lên Đại học Ghana và Trường Luật Ghana nơi bà có bằng LLB. Bà được gọi đến quán bar vào năm 1990. bà đã tham gia các khóa học bao gồm một khóa học tại Trung tâm đào tạo gìn giữ hòa bình quốc tế Kofi Annan. Từ Trung tâm đào tạo gìn giữ hòa bình quốc tế Kofi Annan, bà đã có bằng thạc sĩ về xung đột, hòa bình và an ninh.

## Sự nghiệp
Bà làm việc trong 10 năm với tư cách là luật sư trước khi lãnh đạo một công ty công nghệ. Năm 2012, bà được bầu làm Thành viên Nghị viện cho Quốc hội Ablekuma West. Năm 2015, bà và các nghị sĩ nữ khác đã bị tấn công cá nhân sau khi có tranh chấp về những nơi dành riêng cho các thành viên nữ của quốc hội. Bà được báo cáo rằng bà đang xem xét tương lai của mình trong chính trị, nhưng năm sau, bà trở thành Bộ trưởng Bộ Truyền thông.
Trước khi giữ chức Bộ trưởng Bộ Truyền thông, bà đã phục vụ trong các ban khác nhau và trong các năng lực khác nhau trong sự nghiệp chuyên nghiệp của mình. bà phục vụ như là một chuyên gia tư vấn quản lý, NU Tư vấn pháp lý, Quản trị và giới tính Tư vấn, Giám đốc Ghana Vodafone Company Limited, một thành viên của Đoàn Luật sư Ghana, một thành viên điều hành của Liên đoàn Quốc tế Phụ nữ Luật sư (FIDA) Ghana và là thành viên của Hiệp hội Luật sư Phụ nữ Châu Phi (AWLA), Ghana.

## Tranh cãi Adhan
Theo đề nghị của Kwabena Frimpong Boateng với tư cách là Bộ trưởng Bộ Môi trường, Khoa học, Công nghệ và Sáng tạo, đối với Mosques sử dụng người phát ngôn cho Adhan để xem xét việc tập hợp hội chúng của họ bằng cách sử dụng tin nhắn văn bản và tin nhắn WhatsApp, các bộ phận của cộng đồng Ghanaian đã cảm thấy "không thực tế" "Của đề xuất  và trách móc Bộ trưởng đã đưa ra đề nghị. Điều này được một số nhà quan sát coi là một triển lãm không khoan dung giữa các thành viên của cộng đồng Hồi giáo ở Ghana.
Ursula Owusu-Ekuful đã chia sẻ một bài viết trên tường Facebook của mình từ Ghanaweb.com, đồng ý với vị trí thứ hai, cho rằng bản thân bà cũng giữ quan điểm rằng "Hồi giáo ở Ghana không khoan dung". Sau đó, bà đã xóa bài đăng trên Facebook và viết một lời giới thiệu trên Modernghana.com tách bản thân khỏi bài viết đó.

## Chính trị
Năm 2015, bà dự thi và giành chiến thắng trong cuộc bầu cử sơ bộ của quốc hội NPP tại Khu vực bầu cử Ablekuma West. Bà giữ ghế quốc hội trong cuộc tổng tuyển cử Ghana năm 2016 bằng cách giành chiến thắng với 34.376 phiếu trong số 60.558 phiếu hợp lệ được bỏ phiếu chiếm 56,96%. Năm 2017, Ursula Owusu được bổ nhiệm làm Bộ trưởng Truyền thông và chấp nhận lời đề nghị trở thành nữ hoàng phát triển (Nkosuohemaa) của Akyem Asuom tại quận Kwaebibirem của khu vực phía Đông.

## Cuộc sống cá nhân
Bà là thành viên đương nhiệm của Nghị viện Ursula Owusu Ekuful đã giành được vị trí chính của Đảng Yêu nước mới cho Khu vực bầu cử Ablekuma West.

## Cá nhân
Bà đã kết hôn với một bác sĩ nhãn khoa người Ghana, Tiến sĩ Samuel Owusu Ekuful, và có một con. Bà xác định là người thuộc Kitô hữu.